# Arrest Berkholz

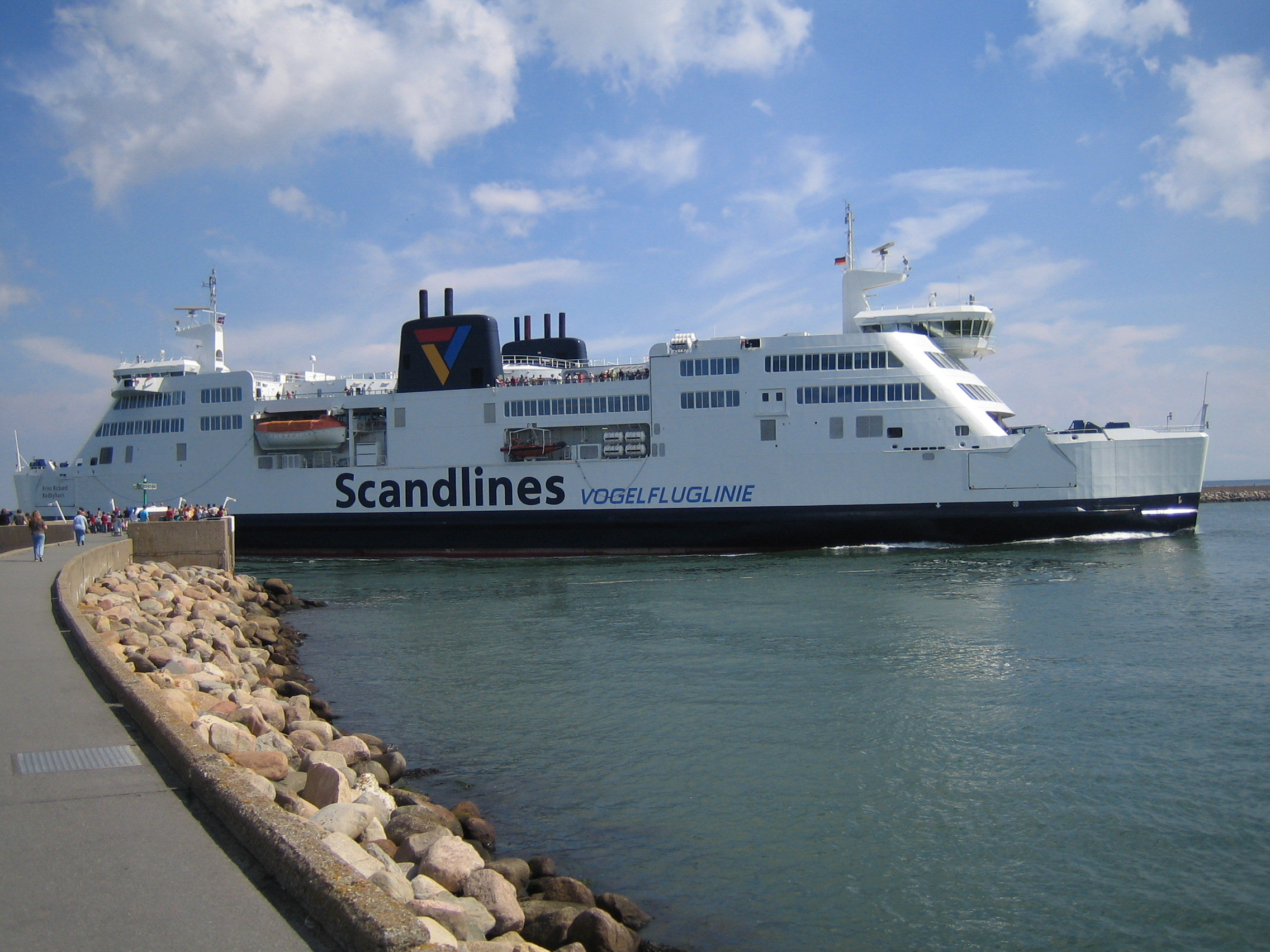
Veerboot in de haven van Puttgarden.

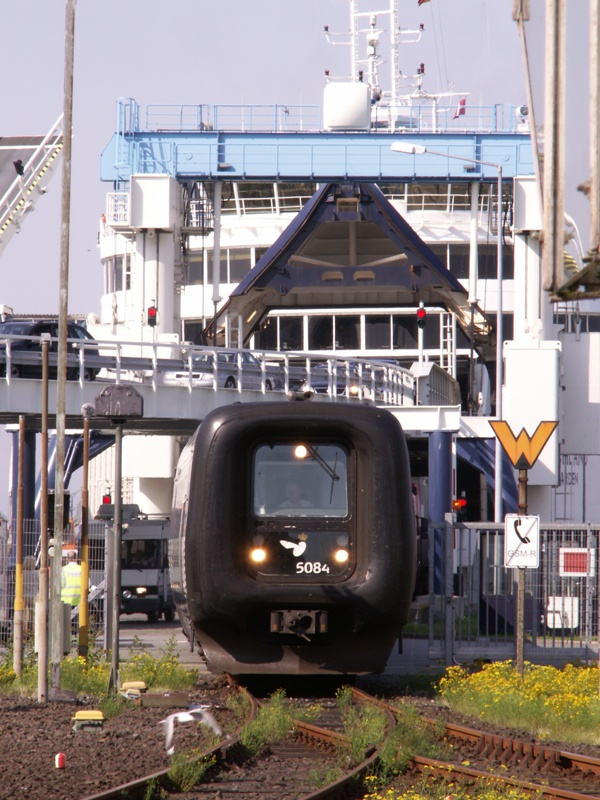
In de haven van Puttgarden rijdt een trein uit de veerboot

Het arrest Berkholz is een uitspraak van het Europees Hof van Justitie van 4 juli 1985 (zaak 168/84), inzake
- speelautomaten aan boord van zeeschepen, dat wil zeggen twee veerboten tussen Duitsland en Denemarken,
- het begrip „vaste inrichting" in artikel 9 van de Zesde btw-richtlijn,
- de btw-vrijstelling van artikel 15, sub 8, gerelateerd aan het begrip "rechtstreekse behoeften van zeeschepen en hun lading".

## Zesde btw-richtlijn
Zesde richtlijn (77/388/EEG) van de Raad van 17 mei 1977 betreffende de harmonisatie van de wetgevingen der Lid-Staten inzake omzetbelasting – Gemeenschappelijk stelsel van belasting over de toegevoegde waarde: uniforme grondslag (PB 1977, L 145, blz. 1)artikel 9, lid 1

Als plaats van een dienst wordt aangemerkt de plaats waar de dienstverrichter de zetel van zijn bedrijfsuitoefening of een vaste inrichting heeft gevestigd van waaruit hij de dienst verricht, of bij gebreke van een dergelijke zetel of vaste inrichting,
zijn woonplaats of zijn gebruikelijke verblijfplaats.
artikel 15, sub 8

Onverminderd andere communautaire bepalingen verlenen de Lid-Staten vrijstelling voor de volgende handelingen (...):

(8) andere diensten dan bedoeld in punt 5, welke verricht worden voor de rechtstreekse behoeften van de daar bedoelde [zee]schepen en hun lading;

## Casus en procesverloop
De onderneming abe-Werbung Alfred Berkholz te Hamburg (hierna: verzoekster), eigendom van Günter Berkholz, is een advertentiebureau, maar houdt zich ook bezig met de installatie en exploitatie van speelautomaten.

2. (...) zij heeft ook een aantal speelautomaten geïnstalleerd aan boord van twee veerboten van de Deutsche Bundesbahn, die de veerdienst onderhouden [tussen] Puttgarden op het Duitse eiland Fehmarn en Rødbyhavn in Denemarken. Deze machines worden regelmatig onderhouden, hersteld en vervangen door personeel van verzoekster, dat bovendien ter plaatse met de Deutsche Bundesbahn afrekent. Deze werkzaamheden nemen slechts een deel van hun arbeidstijd; verzoekster heeft evenwel geen personeel dat permanent aan boord van de betrokken schepen is tewerkgesteld.

3. (...) Het Finanzamt heeft de totale omzet die verzoekster in 1980 op de twee veerboten had behaald,
aan omzetbelasting onderworpen, door die omzet (...) te behandelen als behaald in de plaats van vestiging van de firma te Hamburg, dus in het Duitse heffingsgebied.

4. Verzoekster in het hoofdgeding is daarentegen van mening dat de onderhavige diensten zijn verricht vanuit een zich aan boord van de betrokken schepen bevindende „Betriebsstätte" (...).
Bovendien betoogt zij dat de totale omzet van de aan boord van de schepen geïnstalleerde apparaten (...)
van omzetbelasting is vrijgesteld, omdat de betrokken diensten voor de rechtstreekse behoeften van zeeschepen zijn verricht, voor zover zij voldoen aan de ontspanningsbehoeften van die schepen, of, juister gezegd, van hun passagiers.
— ECLI:EU:C:1985:299

Het Finanzgericht heeft het Hof van Justitie verzocht om een prejudiciële beslissing.

## Rechtsvragen
Het gaat om uitlegging van de Zesde btw-richtlijn.
- De eerste vraag betreft het begrip "vaste inrichting" in de definitie van de plaats van een dienst (artikel 9, lid 1). Heeft verzoekster een „vaste inrichting" aan boord van de twee veerboten? (Neen.)
- De tweede vraag betreft diensten welke worden verricht voor „de rechtstreekse behoeften van (zee)schepen en hun lading". Is de btw-vrijstelling van artikel 15, sub 8, van toepassing? (Neen.)

Moet artikel 9, lid 1, (...) aldus worden uitgelegd, 

dat onder het begrip vaste inrichting ook is te verstaan de installatie voor de uitoefening van een beroepsactiviteit (bij voorbeeld de exploitatie van speelautomaten) op een buiten het territorium op de volle zee varend schip?
Aan welke kenmerken moet „een vaste inrichting" voldoen?
Moet artikel 15, sub 8, (...) aldus worden uitgelegd, 

dat uitsluitend die diensten voor de rechtstreekse behoeften van zeeschepen bestemd zijn, welke noodzakelijk met de scheepvaart samenhangen, of behoren daartoe ook andere diensten op schepen, die zich niet onderscheiden van corresponderende diensten aan land, zoals bij voorbeeld de exploitatie van speelautomaten?

## Uitspraak Hof
- Verzoekster heeft geen "vaste inrichting" aan boord van de twee veerboten.
- De bedoelde btw-vrijstelling is niet van toepassing.

### het begrip "vaste inrichting"
18. (...) dat slechts kan worden overwogen een andere inrichting dan de zetel aan te merken als plaats waar de dienst wordt verricht,
indien de inrichting een zekere bestendigheid vertoont, doordat zij duurzaam over het personeel en de technische middelen beschikt die voor bepaalde
diensten noodzakelijk zijn. Het aan boord van een zeeschip installeren van speelautomaten die van tijd tot tijd worden onderhouden, kan niet als een dergelijke
inrichting worden beschouwd, vooral niet wanneer de vaste zetel van de exploitant van deze automaten een bruikbaar aanknopingspunt is voor de belastingheffing.
[dictum]
1. Artikel 9, lid 1, (...) moet aldus worden uitgelegd,

dat een installatie voor commerciële activiteiten, zoals de exploitatie van speelautomaten, op een buiten het nationale
grondgebied in volle zee varend schip, slechts als vaste inrichting in de zin van voornoemde bepaling kan worden aangemerkt indien die inrichting duurzaam over het personeel en de technische middelen beschikt die voor de betrokken dienstverrichtingen noodzakelijk zijn en het niet doelmatig is, de plaats waar de dienstverrichter de zetel van zijn bedrijfsuitoefening heeft gevestigd, aan te merken als de plaats waar de diensten worden verricht.

### de btw-vrijstelling van artikel 15, sub 8
21. Uit het geheel van genoemde bepalingen blijkt dat [in artikel 15] sub 8 enkel verrichtingen worden vrijgesteld die rechtstreeks verband houden met de behoeften van zeeschepen en hun lading, dat wil zeggen verrichtingen die noodzakelijk zijn voor de exploitatie van die schepen. De installatie van speelautomaten voor de ontspanning van de passagiers, welke als zodanig geen wezenlijk verband heeft met de behoeften van de scheepvaart, kan niet als een dergelijke verrichting worden beschouwd.

[dictum]

2. Artikel 15, sub 8, (...) moet aldus worden uitgelegd, dat onder de daar voorziene vrijstelling niet valt de exploitatie van speelautomaten die zijn
geïnstalleerd aan boord van de in dat artikel bedoelde zeeschepen.

## Conclusie
- Dit is het eerste arrest waarin het Hof zich heeft uitgelaten over het begrip "vaste inrichting".
- Wat betreft de exploitatie van speelautomaten heeft verzoekster geen "vaste inrichting" aan boord van de twee veerboten. De omzet moet geheel worden toegerekend aan de vestigingsplaats Hamburg. Dus verzoekster is btw-plichtig in Duitsland.
- De bedoelde btw-vrijstelling – diensten verleend aan zeeschepen en hun lading – is niet van toepassing.

## Tot besluit
- De advocaat-generaal had een andere opinie:

dat het begrip „vaste inrichting" mede een toestel (zoals een speelautomaat) omvat, mits het blijvend op een bepaalde plaats is geïnstalleerd en voor de exploitatie ervan medewerkers moeten worden ingezet.

- De advocaat-generaal heeft nog opgemerkt dat passagiers niet tot de lading van een schip behoren.